# 1976年の出版
1976年の出版（1976ねんのしゅっぱん）では1976年の出版に関する出来事についてまとめる。

## 出版に関する出来事
出版社の設立、倒産。雑誌の創刊・休刊・廃刊・復刊の日付はそれぞれの創刊号、最終号、復刊号の発売日である。

## 5月
- 1日 - 小学館未就学児童向けのテレビ情報誌『てれびくん』を創刊。

## 7月
- 8日 - 三和出版設立。

## 9月
- 13日-ネコ・パブリッシングを設立。[1]
- シティ情報ふくおかのタウン情報誌『シティ情報ふくおか』を創刊。

## 11月
- 5日 - サンリオの漫画雑誌『リリカ』を創刊。